# Привреда Бразила
Бразил је једна од водећих држава света у областима рударства, пољопривреде, индустријске производње, уз снажан и брзо растући сектор услуга. Један је од највећих произвођача мноштва руда, међу којима је руда гвожђа, калај, боксит, манган, злато, кварц, и дијаманти и други драгуљи. Извози велике количине челика, аутомобиле, електронику, и робу широке потрошње. Највећи је светски произвођач кафе, наранџи, и маниоке, и међу највећим је произвођачима шећера, соје, и говедине.

## Привредна историја
Историјат бразилске привреде карактеришу циклуси великог напретка и великих криза. Од 16. до средине 20. века, привреда је углавном била ослоњена на два главна пољопривредна производа, чије су цене варирале на светском тржишту. Развој привреде је почео са извозом дрвета бразил на почетку колонијалног раздобља а настављен је експанзијом производње шећера, и вађењем руда у 18. веку (нарочито злата и дијаманата). Половином 19. века долази до значајног повећања производње кафе а крајем 19. и почетком 20. века гума постаје веома важан извозни производ. Влада Бразила је током 20. века покушала да диверсификује привреду подстицањем производње чиме би смањила зависност од извоза пољопривредних производа.
Ради осигуравања контроле над кључним привредним гранама, влада Бразила је након Велике кризе тридесетих година 20. века водила националистичку политику. Преузимала је власништво над највећим предузећима у земљи, најчешће путем сарадње са једним или више домаћих или страних предузећа, да би затим акције продавала приватним инвеститорима. Оваква политика државе била је критикована јер она није била подстакнута економским разлозима, а пратила ју је незграпна и неефикасна бирократија; међутим, неке привредне гране су се развиле захваљујући владиним мерама, међу које су спадале директне инвестиције, порески подстицаји, заштитне царине, и ограничење увоза. Држава је покренула неколико кључних привредних грана: бродоградњу, петрохемију, електронску, и авио-индустрију. Такође, влада Бразила је током педесетих година 20. века покренула ауто-индустрију с циљем супституције увоза америчких и немачких возила. Производни сектор је у једном периоду крајем 20. века остваривао највећи удео у БДП-у, да би нешто касније то постао сектор услуга.
Висока стопа инфлације крајем 20. века погодила је све сегменте бразилске привреде. До инфлације је дошло делом због владине политике која је довела до високог буџетског дефицита, јер је финансирала развој индустрије, и субвенционисала пословне зајмове, као и због праксе међу Бразилцима да кредите узимају код страних банака када је могућност за узимање домаћих кредита била ограничена. Мере против инфлације нису имале већег успеха све до половине деведесетих година 20. века када је влада Бразила почела да спроводи план „План Реал“ (порт. Plano Real), којим су строго ограничени расходи државе, уведена је нова валута, и примењене су бројне фискалне реформе.
Влада је током деведесетих година 20. века приватизовала десетине финансијских институција, фабрика, рударских предузећа, међу којима је неколико значајних произвођача челика и CVRD (порт. Companhia Vale do Rio Dôce; CVRD). CVRD, огроман рударски и бродовласнички конгломерат, подељен је на мање целине. Влада је, такође, приватним инвеститорима продала мањински удео у власништву над „Петробрасом“ и делимично је отворила тржиште нафтних деривата.
Почетком 21. века инфлација и незапосленост су даље представљале претњу бразилској привреди. Међутим, половином 2004. стопа инфлације је опала и Бразил је по први пут емитовао обвезнице у својој валути, реалу, уместо у доларима. Бразил је једна од земаља са веома неравноправном расподелом дохотка јер десет посто становништва остварује скоро половину прихода, док најсиромашнијих четрдесет посто становништва има мање од десет посто прихода БДП-а. Томе треба додати да је и веома велика несразмера у расподели земљишта, као што је била у колонијално доба.

## Природна богатства
Бразил спада међу земље са највећим природним богатствима на свету. Пољопривреда и рударство су развијени првенствено у Јужном и Југоисточном региону, који представљају привредно средиште земље; међутим, у другим регионима такође долази до развоја ове две привредне гране. Унапређење саобраћајне инфраструктуре омогућило је несметан превоз сировина било за извоз, било за растућу бразилску индустрију и становништво.

### Руде
Минерална благо, којим Бразил обилује, делимично се експлоатише. Највише се вади руда гвожђа, калај, бакар, пирохлор, и боксит. Такође, присутне су и значајне количине гранита, мангана, азбеста, злата, драгог камења, кварца, тантала, и каолина. Већина руда намењених индустрији налази се у савезним државама Минас Жераис и Пара, ту спадају руда гвожђа, боксит, и злато. У савезним држава Мато Гросо и Амапа налазе се велике залихе руде мангана. Каолин се може наћи углавном у Амазонском басену, док се угаљ лошег квалитета налази у савезним државама Рио Гранде до Сул и Санта Катарина. Бразил има огромне залихе нафте и гаса у приобаљу, првенствено у Југоисточном региону.

### Хидроенергетски потенцијали
Богата мрежа река и обилне кишне падавине омогућавају Бразила да има један од највећих хидроенергетских потенцијала на свету. Већина хидроелектрана је смештена у Јужном и Југоисточном региону, областима које имају највеће потребе за енергијом. Реке чији се хидроенергетски потенцијали највише користе у овим регионима су Игуасу, Тијете, Паранапанема, Паранаиба, Гранде и горњи ток реке Сао Франсиско. У Северном региону значајније је искоришћена река Токантинс као и доњи ток Сао Франсиска у Североисточном региону. Још неколико река поседује огромне хидроенергетске потенцијале али су оне удаљене од већих индустријских и урбаних целина.

### Нафта и природни гас
Највећи део потреба за нафтом Бразил подмирује из сопствених налазишта дуж атлантске обале. Више од две трећине нафте вади се у приобаљу савезне државе Рио де Жанеиро у басену Кампос. Природни гас се експлоатише највише у савезним државама Баија и Сержипе а резерве нафте и природног гаса постоје широм амазонског басена.

## Пољопривреда
Ратарством и сточарством се бави око петине радно способних људи, који остварују око осам посто БДП-а. Без обзира што су шумарство и рибарство важне привредне гране оне далеко мање доприносе привреди у односу на ратарство и сточарство.
Бразил производи довољно хране за своје потребе и водећи је извозник више пољопривредних производа, међу којима су наранџе, соја, кафа, и касава. Сви ови пољопривредни производи се гаје углавном у Јужном и Југоисточном региону. За разлику од већине земаља Латинске Америке Бразил је након Другог светског рата повећао пољопривредну производњу захваљујући ширењу пољопривредног земљишта. Међутим, то је имало велике последице по животну средину.
Бразил је водећи произвођач кафе на свету; то је био главни извозни артикал почетком и половином 20. века. Кафа се највише гаји у савезним државама Минас Жераис и Еспирито Санто, као и у Сао Паулу и Парани. Током деведесетих година 20. века соја и производи од соје постали су значајнији извор прихода у односу на кафу. Соја се гаји углавном у савезним државама Парана и Рио Гранде до Сул.
Отприлике трећина светске производње наранџи је из Бразила – двоструко више него што се производи у САД. Бразил је такође водећи произвођач касаве, као и пасуља, кукуруза, какаоа, банана, и пиринча, такође извози се и јута, бибер, лук, кикирики, чај, и дуван.
Број грла стоке премашује 200 милиона, што Бразил сврстава међу водеће земље света. Пашњаци се налазе углавном у Јужном и Југоисточном региону, док су у мањој мери заступљени у северним савезним држава и у Амазонији. Савезна држава Рио Гранде до Сул је седиште месне индустрије. Поред сточарства развијено је и живинарство, чији производи заједно чине значајан извозни производ.
Механизована обрада земље у Бразилу је и даље донекле ретка. Трактори и друге пољопривредне машине користе се углавном у Јужном и Југоисточном региону као и на западној граници државе (Мато Гросо, Мато Гросо до Сул, Акре, и Рондонија). Пољопривредници у Североисточном региону располажу малим бројем трактора. У тој области се и на плантажама шећерне трске обрада врши ручно. Иако се у овом региону налази скоро половина пољопривредних газдинстава у Бразилу већина њих обухвата површину мању од пет хектара. Влада Бразила је изградила велике системе за наводњавање у Североисточном региону али њих користи само мањи број газдинстава. С обзиром да је велики број сиромашних породица затражио аграрну реформу како би добили земљиште које неискоришћено, држава је током деведесетих година почела са прерасподелом земље, која је наишла на буџетске и административне препреке.
Држава је током седамдесетих година 20. века кренула да подстиче замену скупог, увозног бензина као аутомобилског горива етанолом (етил-алкохол) произведеним углавном од шећерне трске и од струготине дрвета. Програм замене бензина у Бразилу постао је најуспешнији на свету. Области са шећерном трском су се убрзано прошириле у савезној држави Сао Пауло и на североисточној обали, изграђене су савремене дестилерије, а након неколико година су скоро сви нови аутомобили користили од двадесет до двадесет пет посто етанола, док нека користе етанол у већој мери него бензин. Бразил је највећи произвођач етанола на свету.

### Шумарство
Шуме покривају око три петине површине Бразила, што представља отприлике између шестине и седмине укупне површине под дрвећем на свету. Производња дрвета је најинтензивнија у Јужном и Југоисточном региону, где се налазе велике плантаже еукалиптуса, који је у Бразил донет из Аустралије. Дрво са плантажа се првенствено користи за производњу целулозе и папира. Сваке године, Бразилци спаљују огромне површине кишних шума и шумовитих делова висоравни с циљем стварања пашњака, ораница и насеобина. Ово дрвеће се у веома малој количини користи као енергент, док се за израду производа од дрвета готово и не користи. У Североисточном региону сеча дрвећа је мала и оно се углавном користи као енергент. Ћумур се експлоатише највише у источном делу Минас Жераиса, као и у западном делу Марањаа, јужном делу Баије, и у Токатинсу.

## Индустрија

### Рударство
За разлику од других латиноамеричких земаља руде које се ваде у Бразилу намењене су првенствено домаћој привреди. Руда гвожђа се вади највише у савезним државама Минас Жераис и Пара; хром, магнезијум, и кварц у Баији; бакар и олово у Баији и у савезној држави Рио Гранде до Сул; боксит у Пари; азбест у Гојасу; манган у Амапи, Мато Гросо до Сулу, и Баији; цинк и графит у Минас Жераису; никл у Гојасу и Минас Жераису; и кречњак у већем броју савезних држава. Бразил може да скоро у потпуности подмири потребе за калајем, који се експлоатише у областима јужно од реке Амазон. Рудници у савезној држави Рио Гранде до Норте задовољавају скоро целокупне потребе државе за тунгстеном, док се у Баији и Парани производи највећи део сребра у Бразилу. Угаљ се вади углавном на у Јужном региону у савезним државама Санта Катарина и Рио Гранде до Сул, међутим домаћа производња угља задовољава само четвртину потреба.
Бразил је један од највећих произвођача злата и дијаманата. Злато и дијаманти се ваде углавном у Минас Жераису, и у нешто мањем обиму у Пари. Минас Жераис, Баија, и Еспирито Санто су савезне државе у којима се вади најразличитије драго камење, међу којима је топаз, аметист, опал, аквамарин, турмалин, и остали драгуљи што чини Бразил лидером у производњи драгог и полудрагог камења.

### Електрична енергија
Електрична енергија се производи највише у хидроелектранама, око 90 посто. Термоелектране нису значајнији произвођач струје с обзиром да је угаљ у Бразилу слабог квалитета. Након пуштања у рад гасовода из Боливије 1999. године долази до изградње већег броја електрана на гас, највише у Југоисточном региону. У Бразилу постоје и нуклеарне електране али је њихова улога у производњи електричне енергије мала.

### Производни сектор
У производњи ради више од десет посто радне снаге која остварује једну петину БДП-а. Југоисточни регион има најразвијенију индустрију а само Сао Пауло производи две петине робе у Бразилу. Од половине 20. века Бразил је један од највећих светских произвођача аутомобила, са годишњом производњом од скоро два милиона јединица. Други битнији производи су машине, фарба, сапун, лекови, хемијски производи, ваздухоплови, челик, прехрамбени производи, и папир. Бразил је један од највећих произвођача текстила, одеће и обуће још од почетка 19. века.